# 貞和太后
貞和太后（?—?）金氏，《三国遗事》作貞花夫人朴氏，新羅第53代君主神德王朴景暉的母亲。

## 生平
貞花夫人是角干朴順弘（金順弘）的女儿，新罗第8任国王阿達羅尼師今的裔孙。嫁给乂謙，生子朴景暉。《三国遗事》认为朴乂謙是朴景暉的养父，追尊兴廉王朴文元才是朴景暉的生父。孝恭王十六年（912年），孝恭王死后，没有儿子，國人推戴朴景暉为王，即神德王。朴氏重新统治新罗。神德王元年（912年）五月，神德王追尊父亲乂謙爲宣聖大王，母亲貞花夫人爲貞和太后，王妃爲義成王后，立子昇英爲王太子。

## 家族

### 父亲
- 朴信弘（朴順弘），官至角干，朴元隣之子，被追尊为成武大王

### 丈夫
- 追尊宣聖王乂謙
- 追尊兴廉王文元

### 儿子
- 53代王神德王景暉